# NZZ am Sonntag
Die NZZ am Sonntag (NZZaS) ist eine seit März 2002 in Zürich erscheinende Sonntagszeitung und wird im Verlag der Neuen Zürcher Zeitung (NZZ) herausgegeben.

## Erscheinen
Sie erscheint im sogenannten Schweizer Zeitungsformat und umfasst in der Regel sechs Bünde, die nach den Ressorts Nachrichten (International und Schweiz), Hintergrund, Wirtschaft, Sport, Wissen und Kultur gegliedert sind. Beigelegt ist ein Magazin im Tabloid-Format. Neunmal jährlich liegt das auf Hochglanzpapier gedruckte Magazin «Z» bei. Je viermal jährlich erscheinen zudem die Zeitungsbeilagen «Bücher am Sonntag» und «Residence». Die vollständige elektronische Ausgabe erscheint als E-Paper, als iPad-App sowie als Webpaper, öffentlich zugängliche Archive betreiben Blendle und GBI-Genios.
Mitbewerber sind die SonntagsZeitung und der SonntagsBlick.

## Redaktion
Die Redaktion besteht aus rund 50 Personen, Chefredaktor ist seit November 2023 Beat Balzli, zuvor ab Juni 2023 wurde die Chefredaktion interimistisch von einem Team geleitet, bis dahin war Jonas Projer Chefredaktor als Nachfolger von Luzi Bernet. Dessen Vorgänger, Felix E. Müller, bleibt als Autor und Berater für die NZZ-Mediengruppe tätig. Dazu kommen mehr als 20 Korrespondenten. Die Redaktion arbeitet unabhängig von der Tagesausgabe der NZZ, ist aber dem Qualitätsanspruch und der weltoffenen, liberalen Grundhaltung des Hauses NZZ verpflichtet. 2011 erhielt die Publikation den European Newspaper Award in der Kategorie Wochenzeitung.
Per 1. Januar 2021 wurden die Ressorts Wirtschaft und International der NZZaS und der NZZ zusammengeführt. Im Oktober 2023 wurde bekannt, dass Beat Balzli per 1. November 2023 den Chefredaktor-Posten übernimmt und die NZZaS und die NZZ näher zusammen führen soll.

## Auflage
Die NZZ am Sonntag hat eine WEMF-beglaubigte Auflage von 108'434 (Vj. 110'851) verkauften (davon 11'828, Vj. 10'529 E-Paper) bzw. 116'747 (Vj. 117'947) verbreiteten Exemplaren (davon 17'625 E-Paper) und eine Reichweite von 395'000 (Vj. 406'000) Lesern. Unterdessen sank die Reichweite (inkl. Replica) weiter auf rund 319'000 (WEMF Mach Basic 2023-1). Am Kiosk ist sie nur in der Schweiz sowie im Bahnhofsbuchhandel grosser deutscher Städte erhältlich. Die Inserateakquisition erfolgt durch NZZone (früher: NZZ Media Solutions), die Verkaufsorganisation der NZZ-Mediengruppe.
Wie alle gedruckten Zeitungen muss die NZZ am Sonntag seit einigen Jahren eine sinkende Auflage hinnehmen, wenn auch weniger stark als die Tageszeitungen. Die verkaufte Auflage fiel seit 2008 um 17'937 von 126'371 auf 108'434 Exemplare, das sind 14,19 %.

Entwicklung der verkauften Auflage nach WEMF-Auflagebulletins (s. Details 2008 und 2018)